# Castelnuovo di Garfagnana
Castelnuovo di Garfagnana is een gemeente in de Italiaanse provincie Lucca (regio Toscane) en telt 6070 inwoners (31-12-2004). De oppervlakte bedraagt 28,5 km², de bevolkingsdichtheid is 213 inwoners per km².
De volgende frazioni maken deel uit van de gemeente: Antisciana, Cerretoli, Colle, Gragnanella, La Croce, Metello, Monteperpoli, Monterotondo, Palleroso, Rontano, Stazzana, Torrite.

## Demografie
Castelnuovo di Garfagnana telt ongeveer 2295 huishoudens. Het aantal inwoners daalde in de periode 1991-2001 met 3,7% volgens cijfers uit de tienjaarlijkse volkstellingen van ISTAT.
| Jaar | Inwoneraantal |
| ---- | ------------- |
| 1991 | 6309          |
| 2001 | 6073          |

## Geografie
De gemeente ligt op ongeveer 270 m boven zeeniveau.
Castelnuovo di Garfagnana grenst aan de volgende gemeenten: Camporgiano, Careggine, Fosciandora, Gallicano, Molazzana, Pieve Fosciana.

## Geboren
- Giovanni Di Lorenzo (4 augustus 1993), voetballer
- Jasmine Paolini (4 januari 1996), tennisster

Altopascio · Bagni di Lucca · Barga · Borgo a Mozzano · Camaiore · Camporgiano · Capannori · Careggine · Castelnuovo di Garfagnana · Castiglione di Garfagnana · Coreglia Antelminelli · Fabbriche di Vallico · Forte dei Marmi · Fosciandora · Gallicano · Giuncugnano · Lucca · Massarosa · Minucciano · Molazzana · Montecarlo · Pescaglia · Piazza al Serchio · Pietrasanta · Pieve Fosciana · Porcari · San Romano in Garfagnana · Seravezza · Sillano · Stazzema · Vagli Sotto · Vergemoli · Viareggio · Villa Basilica · Villa Collemandina
1. ↑  https://demo.istat.it/?l=it.